# نارسيسو برناردو
نارسيسو برناردو (27 يوليو 1937 بمانيلا في الفلبين - 23 ديسمبر 2008 بمانيلا في الفلبين) هو مدرب كرة سلة ولاعب كرة سلة فلبيني في مركز الهجوم خلفي، شارك في بطولة أمم آسيا لكرة السلة 1967 والألعاب الأولمبية الصيفية 1972 وبطولة أمم آسيا لكرة السلة 1963 والألعاب الأولمبية الصيفية 1960 ودورة الألعاب الآسيوية 1962 وبطولة أمم آسيا لكرة السلة 1965 وبطولة أمم آسيا لكرة السلة 1960.

## وصلات خارجية
- نارسيسو برناردو على موقع الاتحاد الدولي لكرة السلة (الإنجليزية)
- نارسيسو برناردو على موقع سبورتس رفرنس (الإنجليزية)
- نارسيسو برناردو على موقع أوليمبيديا (الإنجليزية)